# Frank Majoor
Franciscus Antonius Maria (Frank) Majoor (Tilburg, 1 april 1949) is een voormalig Nederlands diplomaat.
Majoor studeerde rechten aan de Rijksuniversiteit Leiden. Aansluitend volgde hij een opleiding voor de buitenlandse dienst. Vanaf 1977 vervulde hij diplomatieke functies in Tanzania, West-Duitsland, Nederland en New York. Van 1988 tot 1992 was hij gevolmachtigd minister bij de Permanente Vertegenwoordiging van de Verenigde Naties.
Van 1992 tot 1997 werkte Majoor in leidinggevende functies op het Nederlandse ministerie van Buitenlandse Zaken.
Vervolgens was hij ambassadeur voor ontwapening en wapenbeheersingsaangelegenheden in Genève en ambassadeur in algemene dienst. Na voordracht door Jozias van Aartsen, minister van BUZA, op 12 mei 2000, was hij van 2000 tot 2005 secretaris-generaal op het ministerie van Buitenlandse Zaken. Daar zorgde hij ervoor dat een kritische juridische notitie over Nederlandse steun aan de Amerikaanse aanval op Irak niet aan de minister, Jaap de Hoop Scheffer, werd voorgelegd, maar opgeborgen werd in de archieven 'voor het nageslacht'.
Van 1 maart 2005 tot en met augustus 2009 was Majoor het hoofd van de Nederlandse permanente vertegenwoordiging bij de Verenigde Naties. In september 2009 is Majoor aangesteld als hoofd van de Nederlandse permanente vertegenwoordiging bij de NAVO, waar hij tot 2013 werkzaam was.